# Ветурии
Ветуриите (Veturii; лат.: Veturia; Vetusia; на стар латински: Voturia и Votusia) са римска патрицианска фамилия от gens Veturia с име Ветурий и Ветурия (за ж.р.).
Клоновете на фамилията са с когномен Калвин, Крас-Цикурин, Гемин, Филон (Calvi, Cras Cicuri, Gemi Cicuri и Filo).
Името Гемин (Geminus) означава близнак.
Познати с това име:
- Ветурия, майка на Гней Марций Кориолан
- Гай Ветурий Гемин Цикурин, консул 499 пр.н.е.
- Тит Ветурий Гемин Цикурин (консул 494 пр.н.е.), брат близнак на Гай
- Тит Ветурий Гемин Цикурин (консул 462 пр.н.е.), син на Тит
- Гай Ветурий Цикурин, консул 455 пр.н.е.
- Луций Ветурий Крас Цикурин, 451 пр.н.е., децемвир, Закони на дванадесетте таблици
- Спурий Ветурий Крас, консулски военен трибун 417 пр.н.е.
- Марк Ветурий Крас Цикурин, консулски военен трибун 399 пр.н.е.
- Луций Ветурий Крас Цикурин (трибун 368 пр.н.е.), консулски военен трибун 368 и 367 пр.н.е.
- Тит Ветурий Калвин, консул 334 и 321 пр.н.е.
- Луций Ветурий Филон (консул 220 пр.н.е.)
- Луций Ветурий Филон (консул 206 пр.н.е.)